# A Likely Story
A Likely Story (br: Delicioso Engano[carece de fontes?]) é um filme de comédia estadunidense de 1947 dirigido por H. C. Potter e estrelado pelo casal Bill Williams e Barbara Hale. Também é conhecido pelos títulos A Fascinating Nuisance e Never Say Die.

## Elenco
- Bill Williams como Bill Baker
- Barbara Hale como Vickie North
- Sam Levene como Louie
- Nestor Paiva como Tiny McBride
- Lanny Rees como Jamie North
- Dan Tobin como Phil Bright